# South Salt Lake
South Salt Lake es una ciudad ubicada en el condado de Salt Lake en el estado estadounidense de Utah. En el año 2000 tenía una población de 22.038 habitantes.

## Geografía
South Salt Lake se encuentra ubicado en las coordenadas 40°42′28″N 111°53′21″O / 40.70778, -111.88917. Según la Oficina del Censo, la localidad tiene un área total de 17,9 km² (6,9 mi²), de la cual toda es tierra.

## Demografía
Según la Oficina del Censo en 2000, había 22.038 personas residentes en el lugar, 75,4% de los cuales eran personas de raza blanca. Los ingresos medios por hogar en la localidad eran de $29,801, y los ingresos medios por familia eran $35,353. Los hombres tenían unos ingresos medios de $26,173 frente a los $23,755 para las mujeres. La renta per cápita para la localidad era de $15,474. Alrededor del 16.3% de la población de South Salt Lake estaba por debajo del umbral de pobreza.